# Конькобежный спорт на зимних Олимпийских играх 2010 — 5000 метров (женщины)
Соревнования в беге на 5000 метров в конькобежном спорте среди женщин на зимних Олимпийских играх 2010 прошли 24 февраля.
Забеги состоялись в олимпийском овале Ричмонда с 13:00 до 14:45 по местному времени (UTC-8). 
Серебряный призёр Турина-2006 Клаудия Пехштайн отбывала дисквалификацию, а чемпионка Клара Хьюз и бронзовый призёр Синди Классен приняли участие в соревнованиях. Классен стала 12-й, а Хьюз выиграла бронзовую медаль.
Действующая рекордсменка мира на этой дистанции Мартина Сабликова ранее уже выиграла золотую медаль на дистанции 3000 м и показывала лучшие в этом сезоне результаты. Первой пробежала дистанцию быстрее семи минут в пятой паре (из восьми) Клара Хьюз, а в седьмой паре Штефани Беккерт, серебряная медалистка Ванкувера на дистанции 3000 м, улучшила её результат, тем самым гарантировав себе медаль. В восьмой паре бежали Сабликова и Даниела Аншюц-Томс. Сначала обе они опережали график Беккерт, но Аншюц-Томс довольно быстро начала отставать, и в итоге, хоть и выбежала из семи минут, проиграла не только Беккерт, но и Хьюз, а Сабликова, хоть и растеряла большую часть запаса на последнем круге, стала олимпийской чемпионкой. Для Сабликовой это третья медаль Ванкувера после золота на 3000 м и бронзы на 1500 м, для Беккерт — вторая после серебра на 3000 м. Для 37-летней Хьюз, которая последний раз в карьере вышла на конькобежную дистанцию, это четвёртая олимпийская медаль на зимних Играх. Кроме этого, она завоевала две бронзовые медали в велоспорте на Олимпиаде 1996 года в Атланте.

## Медалисты
| Золото                  | Серебро                  | Бронза            |
| Мартина Сабликова Чехия | Штефани Беккерт Германия | Клара Хьюз Канада |

## Рекорды
| Мировой рекорд     | Мартина Сабликова (CZE) | 6:45,61 | Солт-Лейк-Сити, США | 11 марта 2007   |
| Олимпийский рекорд | Клаудия Пехштайн (GER)  | 6:46,91 | Солт-Лейк-Сити, США | 23 февраля 2002 |

## Соревнование
| Место | Спортсмен                | Время   |
| ----- | ------------------------ | ------- |
| 1     | Мартина Сабликова (CZE)  | 6:50,91 |
| 2     | Штефани Беккерт (GER)    | 6:51,39 |
| 3     | Клара Хьюз (CAN)         | 6:55,73 |
| 4     | Даниела Аншюц-Томс (GER) | 6:58,64 |
| 5     | Марен Хёугли (NOR)       | 7:02,19 |
| 6     | Кристина Гровс (CAN)     | 7:04,57 |
| 7     | Масако Ходзуми (JPN)     | 7:04,96 |
| 8     | Джиллиэнн Рукард (USA)   | 7:07,48 |
| 9     | Сихо Исидзава (JPN)      | 7:12,23 |
| 10    | Йорин Ворхёйс (NED)      | 7:13,27 |
| 11    | Элма де Врис (NED)       | 7:16,68 |
| 12    | Синди Классен (CAN)      | 7:22,09 |
| 13    | Светлана Высокова (RUS)  | 7:23,33 |
| 14    | Катрин Граш (DEN)        | 7:23,83 |
| 15    | Мария Ламб (USA)         | 7:25,15 |
| —     | Катрин Маттшеродт (GER)  | DSQ     |

Катрин Маттшеродт была дисквалифицирована за то, что пересекла разделительную линию между дорожками на разгоне.